# Дидурык, Андрей Иванович
Андрей Иванович Дидурык (1877 — после 1907) — член Государственной думы II созыва от Подольской губернии.

## Биография

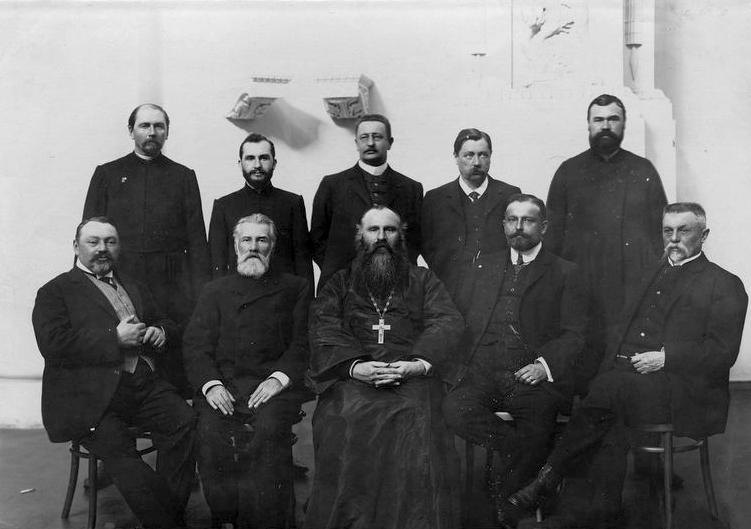
Депутаты Государственной думы II созыва от Подольской губернии. Стоят: Соловей А. А., Неизвестный-1, Неизвестный-2, Мороз П. С., Туперко С. Т.; сидят: Семёнов А. И., Лисовский В. К., Дидурык А. И., Гриневич А. И., Рогожа П. М., Матвеев С. К., Зубченко П. С., Дубонос Ф. Ф.

Православный, крестьянин села Капустяны Ново-Ушицкого уезда.
Получил начальное домашнее образование, малограмотный. Занимался земледелием.
В феврале 1907 года был избран в II Государственную думу от Подольской губернии. Входил в Трудовую группу и фракцию Крестьянского союза. 16 апреля 1907 вышел из состава фракции из-за несогласия с её решением голосовать против правительственного законопроекта о контингенте новобранцев на 1908 год. 25 мая того же года вошел в Украинскую громаду.
Дальнейшая судьба неизвестна.